# Ángel Orelien
Ángel Gabriel Orelien González (2 de abril de 2001) es un futbolista panameño de ascendencia haitiana que juega como mediocampista en el Sreenidi Deccan FC de la I-League de India.

## Carrera

### Inicios
Desde los inicios de su carrera se formó en las Fuerzas Básicas de la Academia Bagoso FC. 

### Sporting San Miguelito
Llegó al Sporting San Miguelito para jugar en la categoría de reserva, por sus buenas actuaciones logra después pasar a debutar en el primer equipo el 25 de marzo de 2017 en el empate 1 a1 contra el CD Árabe Unido en el Estadio Luis Ernesto Cascarita Tapia en donde fue titular y jugó hasta el minuto 52. En la LPF Clausura 2017 jugó 1 partido en donde quedaron en la octava posición. En la LPF Apertura 2017 jugó 8 partidos y anotó 1 gol quedando nuevamente en la octava posición. En la LPF Clausura 2018 jugó 13 partidos en donde quedaron en la séptima posición. En el Torneo Apertura 2018 jugó 9 partidos en donde quedaron en la última posición. En el Torneo Clausura 2019 jugó 7 partidos y anotó 1 gol en donde fueron eliminados en los playoff en donde perdieron 1 a 0 contra el Tauro FC en el Estadio Rommel Fernández en donde no estuvo convocado.

### CD Cruz Azul FC
El 1 de julio de 2019 ficha por el Cruz Azul, pero fue enviado a las fuerzas básicas para continuar  con su formación en la categoría sub-20. Para la temporada 2021-22 con la desaparición del Cruz Azul Hidalgo, regresó al equipo profesional, sin embargo al no presentarse en la pretemporada del club, por encontrarse con su selección nacional, no fue tomado en cuenta por el director técnico Juan Reynoso para la temporada. Logró la recisión de su contrato faltando dos años para finalizar el mismo.

### Cruz Azul Hidalgo
El 1 de julio de 2020 es enviado en calidad de cedido por un año al equipo filial Cruz Azul Hidalgo de la Liga Premier MX. Debutó con el club el 27 de septiembre de 2020 en la victoria 2 a 0 contra los Club de Ciervos Fútbol Club en el Estadio 10 de diciembre en donde fue suplente y entró al minuto 84 por Víctor Zúñiga. Fue subcampeón de la Segunda División de México 2020-21 en donde perdieron la final en un marcador global de 1 a 3 contra el Club Deportivo Irapuato en donde jugó en los 2 partidos, en dicho torneo jugó 26 partidos y anotó 5 goles. Sin embargo, el 26 de junio de 2021 se dio a conocer que la franquicia del equipo fue congelada ante la Federación Mexicana de Fútbol, por lo que no tomará parte de la temporada 2021-2022. Orelíen fue enviado de regreso al equipo profesional.

### CD Plaza Amador
El 11 de agosto de 2021 fue anunciado como nuevo jugador del CD Plaza Amador, llegó como agente libre. Fue inscrito como jugador del equipo profesional y a su vez por ser de la categoría 2001 (20 años) pudo también compaginar minutos con el equipo filial de Liga Prom. Debutó con el club el 21 de agosto de 2021 en el empate 1 a 1 contra el CD del Este en el Estadio Maracaná de Panamá en donde fue suplente y entró al minuto 63 por Ovidio López. En la Liga Concacaf 2021 jugó 1 partido en donde fueron eliminados en los octavos de final en un marcador global de 0 a 3 contra los Santos de Guápiles en donde jugó en 1 partido. En el Torneo Clausura 2021 jugó 15 partidos y anotó 2 goles en donde fueron eliminados en los playoff en donde perdieron 0 a 1 contra el Veraguas CD en el Estadio Maracaná de Panamá en donde fue titular y jugó todo el partido. Disputó los 120 minutos de las semifinales de vuelta de Conferencia con el filial CD Plaza Amador II contra el Champions FC Academy en el Torneo Clausura 2021 Liga Prom.

### Patriotas Boyacá
El 3 de enero de 2022 fue anunciado como nuevo jugador del los Patriotas Boyacá. Debutó con el club el 22 de enero de 2022 en la derrota 3 a 1 contra el Junior de Barranquilla en el Estadio Metropolitano Roberto Meléndez en donde fue titular y jugó todo el partido. En el Torneo Apertura 2022 solo jugó 5 partidos porque tuvo problemas con la directivas y renunció, el club quedó en la decimoséptima posición.

### CD Plaza Amador
El 11 de febrero de 2022 fue anunciado como nuevo jugador del CD Plaza Amador siendo esta su segunda etapa con el club. Disputó su primer partido después de su regreso el 26 de febrero de 2022 en el empate 2 a 2 contra el CD Árabe Unido en el Estadio Rommel Fernández en donde fue titular, anotó el primer gol del equipo al minuto 20 y jugó todo el partido. En el Torneo Apertura 2022 jugó 12 partidos y anotó 4 goles en donde quedaron en la cuarta posición quedándose a un paso de clasificarse a los playoff. En el Torneo Clausura 2022 jugó 15 partidos y anotó 3 goles en donde fueron eliminados en los playoff en donde perdieron 1 a 0 contra el Club Deportivo Universitario en el Estadio Universidad Latina en donde fue suplente y entró al minuto 58 por Ricardo Clarke.

### CD Hermanos Colmenárez
El 9 de enero de 2023 fue anunciado como nuevo jugador de los Hermanos Colmenárez. Debutó con el club el 3 de febrero de 2023 en la derrota 2 a 0 contra el Zamora FC en el Estadio Agustín Tovar en donde fue titular y jugó todo el partido. En la Primera División de Venezuela 2022 jugó 6 partidos en donde solo disputó la fase regular en donde quedaron en la octava posición clasificándose a la Fase Final Sudamericana. El 27 de marzo de 2023 fue anunciado su baja del club.

### Sporting San  Miguelito
El 29 de mayo de 2023 fue anunciado su regreso al club donde debutó profesionalmente. En donde estuvo con el club haciendo la pretemporada.

### USL Dunkerque
El 14 de julio de 2023 fue anunciado como nuevo jugador del Union Sportive du Littoral de Dunkerque. Debutó con el club el 5 de agosto de 2023 en el empate 2 a 2 contra el Espérance Sportive Troyes Aube Champagne en el Stade Marcel-Tribut en donde fue titular y jugó hasta el minuto 55. En la Copa de Francia de Fútbol 2023-24 jugó 2 partidos en donde fueron eliminados en la Ronda de Dieciseisavos de final en donde perdieron 2 a 1 contra el Le Puy Foot 43 Auvergne en el Stade Charles Massot en donde no estuvo convocado por una lesión. En la Ligue 2 2023-24 jugó 16 partidos y anotó 2 goles en donde quedaron en la decimosexta posición salvándose del descenso.

### Sreenidi Deccan FC
El 6 de agosto de 2024 fue anunciado como nuevo jugador del Sreenidi Deccan FC.

## Selección nacional

### Categorías inferiores
Fue convocado por la selección sub-17 de Panamá para disputar el Campeonato Sub-17 de la Concacaf de 2017 en donde jugó 4 partidos, anotó 2 goles y dio 1 asistencia en donde quedaron en la última posición del grupo E de la Etapa Final de Clasificación. Fue convocado por la selección sub-20 de Panamá para disputar los XI Juegos Deportivos Centroamericanos en donde quedaron en la última posición del grupo A, el Campeonato Sub-20 de la Concacaf de 2018 en donde jugó 5 partidos y anotó 3 goles en donde quedaron en el tercer lugar y la Copa Mundial de Fútbol Sub-20 de 2019 en donde jugó 3 partidos en donde fueron eliminados en los octavos de final en donde perdieron 4 a 1 contra Ucrania en el Estadio Municipal de Tychy en donde fue suplente todo el partido. Fue convocado por la selección sub-21 de Panamá para disputar el Torneo Maurice Revello de 2022 en donde jugó 4 partidos y anotó 3 goles en donde quedaron en la séptima posición después de ganar 4 a 1 contra Comoras en el Stade D'Honneur Mallemort en donde fue titular, anotó el cuarto gol del equipo al minuto 88 y jugó todo el partido. Fue convocado por la selección sub-23 de Panamá para disputar el Torneo Maurice Revello de 2023 Saliendo campeón de dicho torneo después de ganar 4 a 1 contra México en el Stade Marcel Roustan en donde fue suplente, entroo al minuto 72 por José Eduardo Bernal y anotó el cuarto gol del equipo al minuto 75, en dicho torneo jugó 5 partidos y anotó 3 goles y el Torneo Maurice Revello de 2024 en donde jugó 5 partidos y anotó 3 goles en donde quedaron en la séptima posición después de ganarle 3 a 4 en las tandas de los penales después de un marcador de 1 a 1 contra Arabia Saudita en el Stade René Gimet en donde fue titular, jugó todo el partido y anotó su gol en la tandas de los penales.

### Selección absoluta
Hizo su debut con la selección absoluta el 12 de septiembre de 2018 fue en la derrota 0 a 2 contra Venezuela en un partido amistoso en el Estadio Rommel Fernández en Panamá en donde fue suplente y entró al minuto 65 por Gabriel Torres. En la Liga de Naciones de la Concacaf 2019-20 estuvo en la banca en un partido en donde quedaron eliminados en la fase de grupos en donde quedaron en el segunda posición del grupo B clasificándose a la copa oro. En la Clasificación de Concacaf para la Copa Mundial de Fútbol de 2022 estuvo en la banca en un partido en donde quedaron en la quinta posición de la octagonal final quedándose a un paso de clasificarse al repechaje. En la Liga de Naciones de la Concacaf 2023-24 estuvo en la banca en dos partidos en donde quedaron en la cuarta posición después de perder 0 a 1 contra Jamaica en el AT&T Stadium en donde no estuvo convocado.

### Participaciones en selección nacional
| Torneo                      | Categoría | Sede           | Resultado           | Partidos | Goles |
| --------------------------- | --------- | -------------- | ------------------- | -------- | ----- |
| Campeonato Sub-17 2017      | Sub-17    | Panamá         | Fase clasificatoria | 4        | 2     |
| XI Juegos Centroamericanos  | Sub-20    | Nicaragua      | Fase de grupos      | 0        | 0     |
| Campeonato Sub-20 2018      | Sub-20    | Estados Unidos | Tercer lugar        | 5        | 3     |
| Copa Mundial sub-20 2019    | Sub-20    | Polonia        | Octavos de final    | 3        | 0     |
| Liga de Naciones 2019-20    | Mayor     | Concacaf       | Fase de grupos      | 0        | 0     |
| Torneo Maurice Revello 2022 | Sub-21    | Francia        | 7.º lugar           | 4        | 3     |
| Torneo Maurice Revello 2023 | Sub-23    | Francia        | Campeón             | 5        | 3     |
| Liga de Naciones 2023-24    | Mayor     | Concacaf       | 4.º lugar           | 0        | 0     |
| Torneo Maurice Revello 2024 | Sub-23    | Francia        | 7.º lugar           | 5        | 3     |

### Selecciones nacionales
| Selección       | Temporada       | Amistosos | Amistosos | Eliminatorias | Eliminatorias | Mundial | Mundial | Total | Total |
| Selección       | Temporada       | Part.     | Goles     | Part.         | Goles         | Part.   | Goles   | Part. | Goles |
| --------------- | --------------- | --------- | --------- | ------------- | ------------- | ------- | ------- | ----- | ----- |
| Sub-17          | 2017            | —         | —         | 4             | 2             | —       | —       | 4     | 2     |
| Sub-17          | Total           | 0         | 0         | 4             | 2             | 0       | 0       | 4     | 2     |
| Sub-20          | 2018            | —         | —         | 5             | 3             | —       | —       | 5     | 3     |
| Sub-20          | 2019            | —         | —         | --            | --            | 3       | 0       | 3     | 0     |
| Sub-20          | Total           | 0         | 0         | 5             | 3             | 3       | 0       | 8     | 3     |
| Sub-21          | 2022            | 4         | 3         | —             | —             | —       | —       | 4     | 3     |
| Sub-21          | Total           | 4         | 3         | 0             | 0             | 0       | 0       | 4     | 3     |
| Sub-23          | 2022            | 5         | 3         | —             | —             | —       | —       | 5     | 3     |
| Sub-23          | Total           | 5         | 3         | 0             | 0             | 0       | 0       | 5     | 3     |
| Absoluta        | 2018            | 1         | 0         | —             | —             | —       | —       | 1     | 0     |
| Absoluta        | 2019            | 1         | 0         | —             | —             | —       | —       | 1     | 0     |
| Absoluta        | 2022            | 1         | 0         | —             | —             | —       | —       | 1     | 0     |
| Absoluta        | Total           | 3         | 0         | 0             | 0             | 0       | 0       | 3     | 0     |
| Total Selección | Total Selección | 12        | 6         | 9             | 5             | 3       | 0       | 27    | 11    |

## Clubes
| Club                   | País      | Año           |
| ---------------------- | --------- | ------------- |
| Sporting San Miguelito | Panamá    | 2017-2019     |
| CD Cruz Azul           | México    | 2019-2021     |
| Cruz Azul Hidalgo      | México    | 2020-2021     |
| CD Plaza Amador        | Panamá    | 2021          |
| Patriotas Boyacá       | Colombia  | 2022          |
| CD Plaza Amador        | Panamá    | 2022          |
| CD Hermanos Colmenárez | Venezuela | 2023          |
| Sporting San Miguelito | Panamá    | 2023          |
| USL Dunkerque          | Francia   | 2023-2024     |
| Sreenidi Deccan FC     | India     | 2024-presente |